# Linka 3 (metro v Paříži)
Linka 3 je jedna z linek pařížského metra. V systému MHD je značena hnědo-zelenou barvou.

## Popis linky
Trať vede západo-východním směrem a spojuje předměstí Levallois-Perret a Bagnolet s centrem Paříže. Linka je dlouhá 11,7 km a má 25 stanic. Mezistaniční úseky jsou relativně krátké, průměr dosahuje 488 m. Ročně tato linka přepraví 87 600 000 cestujících.
Lince slouží depo ve stanici Saint-Fargeau otevřené roku 1904 ve 20. obvodu, které bylo v roce 1966 a 1993 modernizováno kvůli využití nových typů vlaků. Na rozloze 15 000 m2 je určeno pro vlaky linek 3, 3bis a 7bis.

## Historie linky
Při stavbě linky 3 se objevily stejné problémy jako u předchozích staveb, tj. vodní toky a špatné podloží. Bylo nutno překřížit kanál Saint-Martin, takže se linka stala první, které procházela pod vodním tokem (druhou byla linka 4 pod Seinou). Na stanici Opéra se měly v budoucnu křížit tři linky – 3, 7 a 8, všechny stavební práce probíhaly najednou, takže trvaly celý rok. Výstavba linky proto trvala déle než se předpokládalo, také kvůli přeložkám různých vedení (elektřina, plyn) ve směru ke stanici Gambetta. Otevření linky se tedy odehrálo ve dvou etapách. První úsek byl zprovozněn 10. října roku 1904. Spojoval stanice Père Lachaise a Villiers. Zbývající trať mezi Père Lachaise a Gambetta byla otevřena dne 25. ledna 1905. Byly nasazeny vlaky s pěti vagóny o třech motorových vagónech.

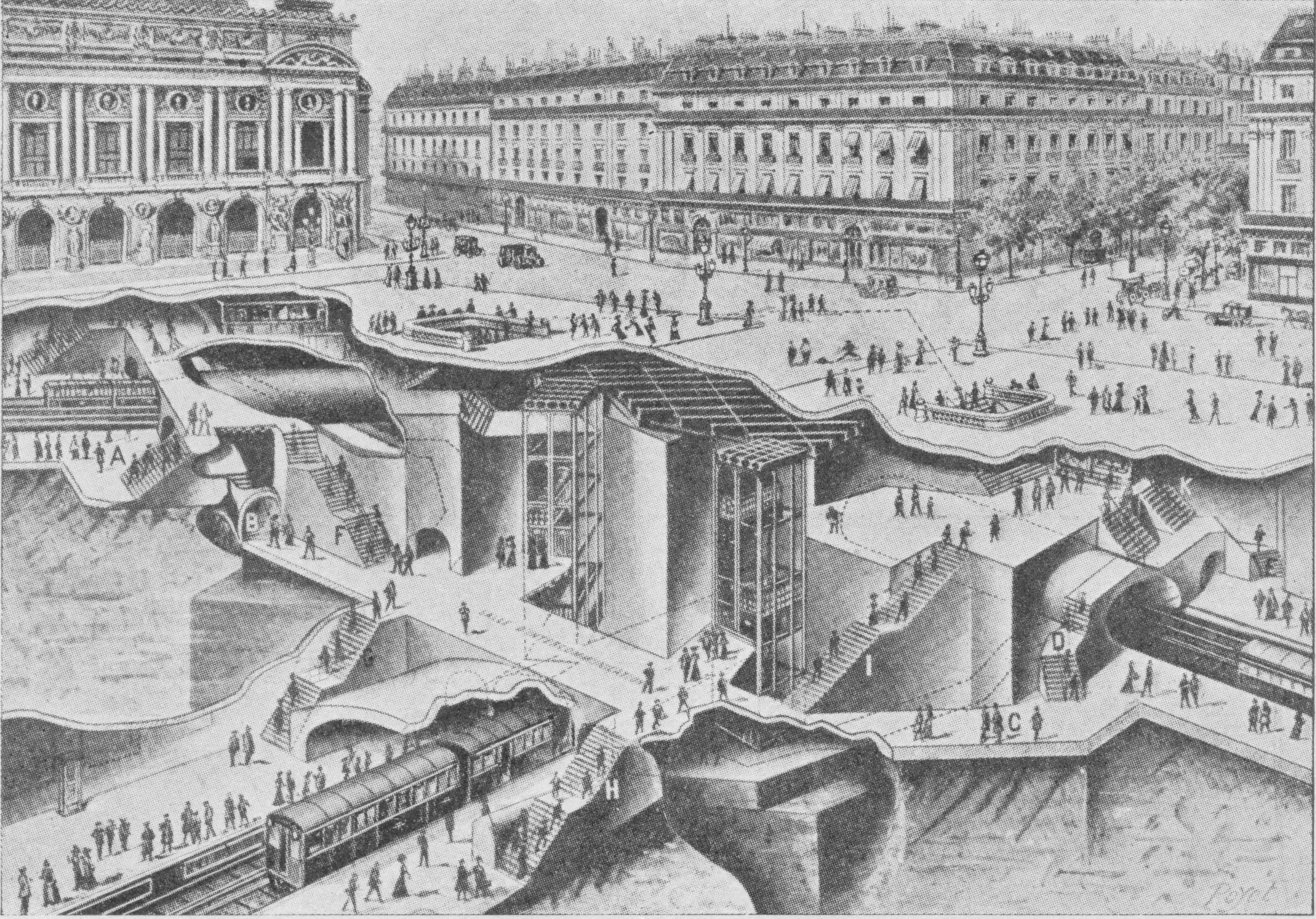
Dobový nákres stanice Opéra (1913)

Do první světové války se trasa rozšiřovala převážně západním směrem, na východním byly postupně také otevřené některé nové úseky, avšak mnohem kratší. První prodloužení tratě z Villiers do Porte de Champerret bylo původně zamýšleno jako vedlejší linka 3bis a měla být zprovozněna bezprostředně po otevření hlavní linky. Poblíž stanice Villiers musela překřížit linku 2, což vyžadovalo větší zahloubení nástupiště. Proto byl úsek otevřen na etapy. Z Villiers do Pereire byl otevřen 23. května 1910 a z Pereire do Porte de Champerret dne 15. února 1911.
Ve 20. letech bylo rozhodnuto, že metro bude prodlouženo i na pařížská předměstí, takže linka 3 byla dvakrát rozšířena. Poprvé ze stanice Gambetta do Porte des Lilas dne 27. listopadu 1927 a na opačném konci z Porte de Champerret do Pont de Levallois dne 24. září 1937.
V roce 1967 byly na lince 3 jako na první z celé sítě nasazeny nové vozy řady MF 67, které se na mnoha linkách používají dodnes (postupem doby byly modernizovány). V roce 1970 byla na lince vybudována centrální signalizace.
Roku 1971 byl provoz na lince reorganizován, neboť byl 2. dubna zprovozněn nový úsek ze stanice Gambetta do stanice Gallieni. V nově otevřené stanici Porte de Bagnolet se linka 3 rozdělila do dvou tunelů. Starší vedl do depa Saint-Fargeau, druhý, novější k nové konečné stanici Gallieni. Zde byla stanice začleněna do rozsáhlého dopravního uzlu, neboť zde bylo vybudováno centrální pařížské autobusové nádraží pro dálkové spoje.
Zároveň (27. března 1971) byla trať ve směru Gambetta – Porte des Lilas oddělena od linky 3 a přeznačena jako 3bis. Kvůli tomu musela být přestavěna stanice Gambetta. Západně od staré stanice vzniklo nové nástupiště a staré výstupní nástupiště bylo přeměněno na konečnou linky 3bis. Původní nástupní nástupiště bylo přestavěno na tunel se třemi kolejemi. Vzdálenost od sousední stanice Martin Nadaud se tak zkrátila na pouhých 230 m. Proto byla tato stanice zrušena a začleněna do stanice Gambetta. Její původní nástupiště dnes slouží jako přístup k nové stanici.
Od té doby nedošlo na lince již k žádným změnám.

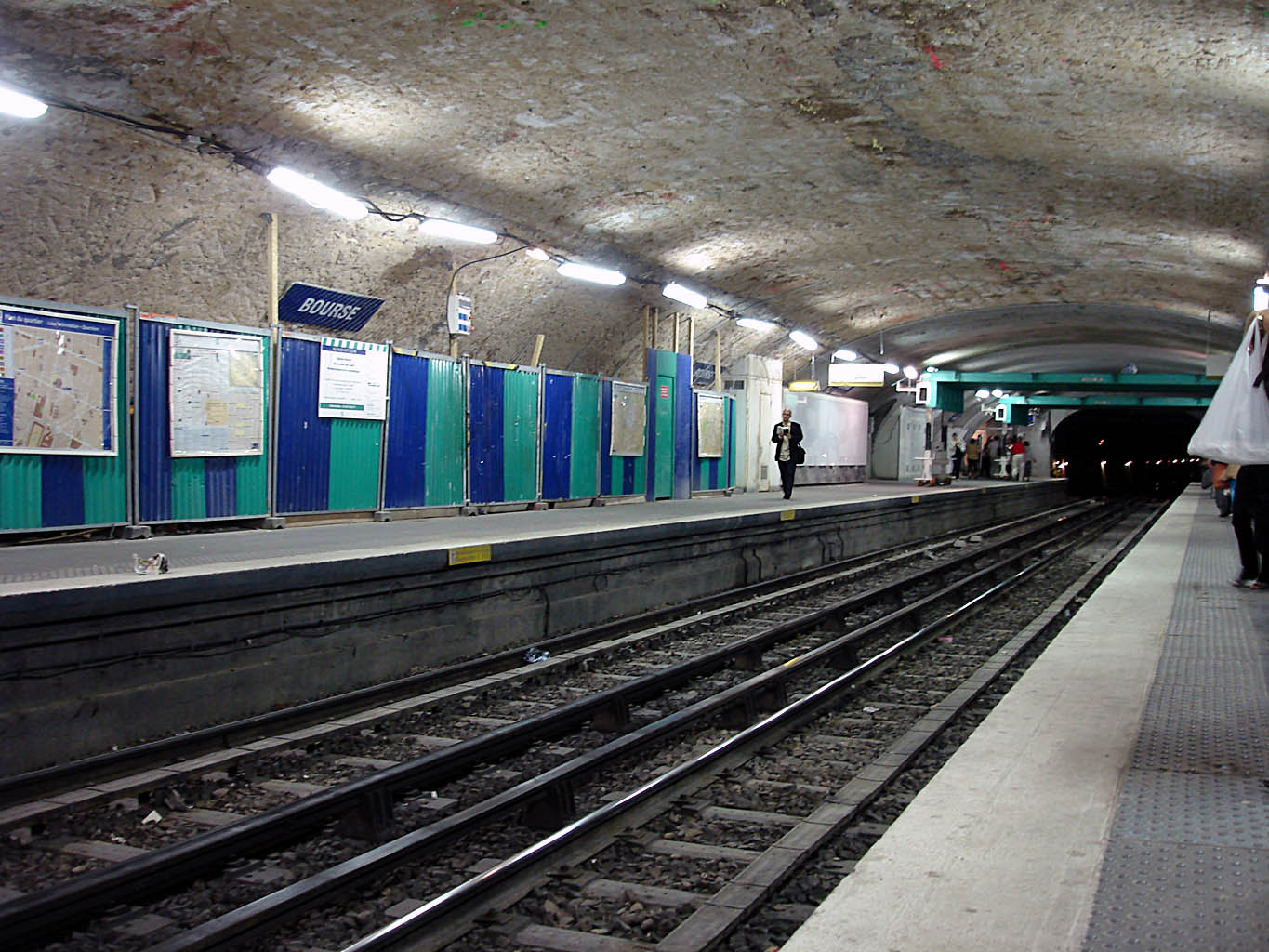
Rekonstrukce stanice Bourse

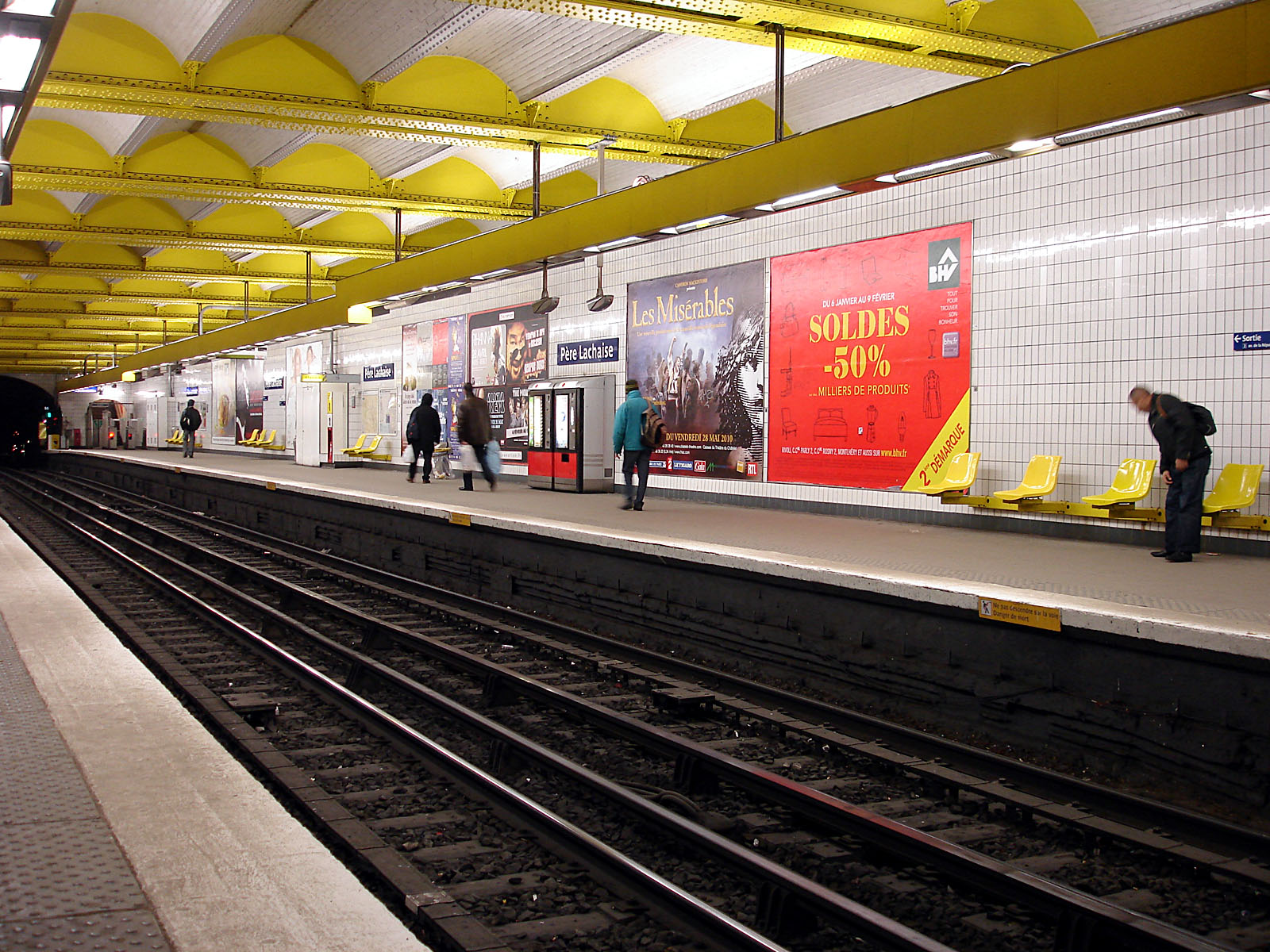
Stanice Père Lachaise

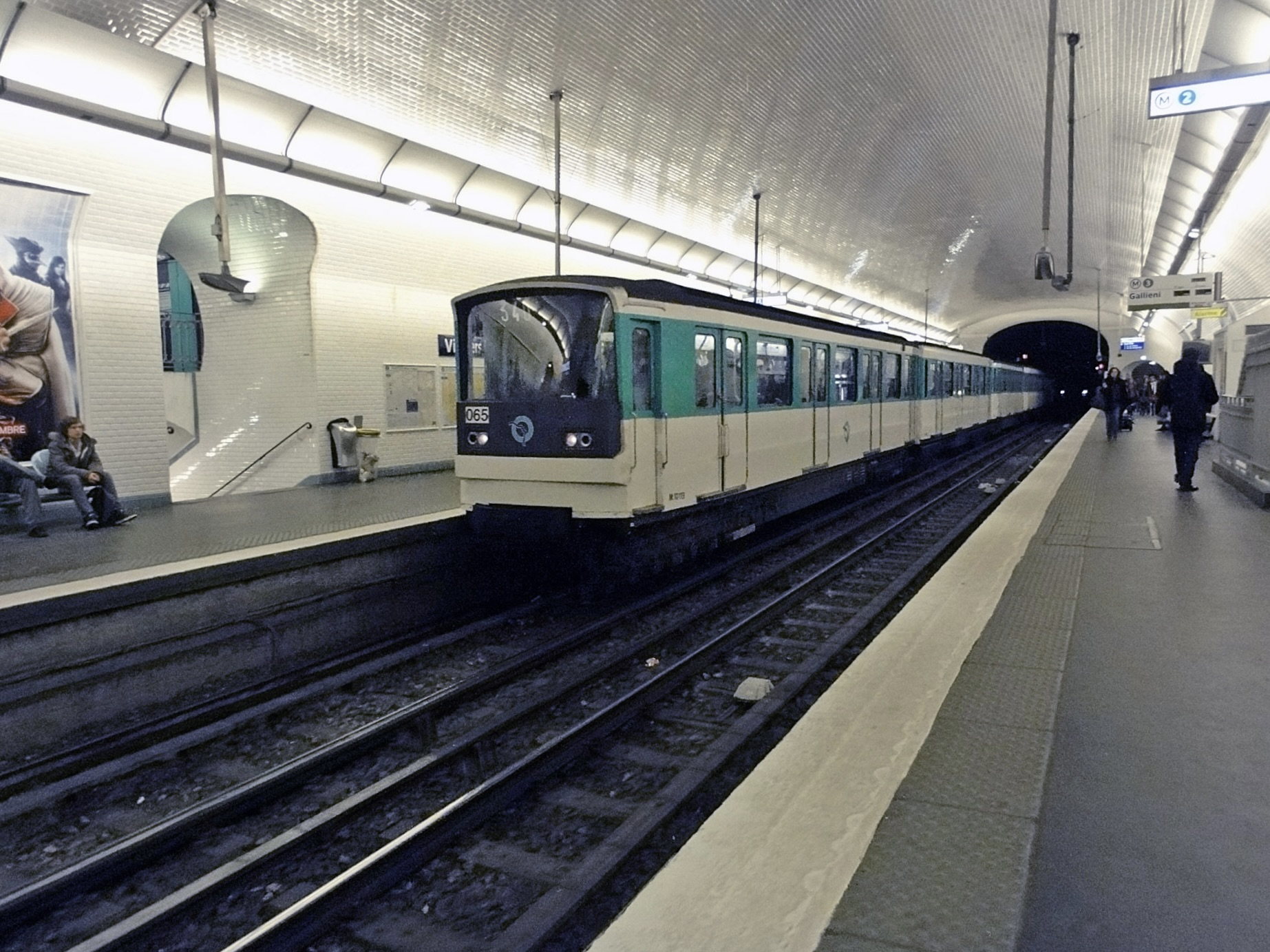
Vlak ve stanici Villiers

Plán linky 3